# Kiss Kiss... Bang Bang
Kiss Kiss... Bang Bang è un film del 1966 diretto da Duccio Tessari e interpretato da Giuliano Gemma.

## Trama
Qualcuno è riuscito a incastrare l'agente segreto Kirk Warren, sergente del Secret Service, che è finito in carcere con l'accusa di alto tradimento verso la patria e, per questo, nel cortile interno del carcere di Londra è già pronto per lui il cappio. Non riuscendo a discolparlo, sir Sebastian Wilcox, uno dei suoi superiori, pensa al modo di farlo riscattare affidandogli una pericolosa missione di controspionaggio: se Warren arriverà a impadronirsi di una formula segreta per la produzione di una particolare lega di metalli spaziali prima che cada nelle mani del crudele Mister X, avrà la possibilità di riacquisire la sua rispettabilità e, principalmente, di sperare in una revisione del processo al suo carico. L'agente Warren accetta l'incarico a condizione che tre suoi compagni (veri esperti nei furti più macchinosi) possano aiutarlo nella missione.
Ma una volta appropriatosi della formula, l'agente Warren pensa di rivenderla per conto proprio e trarne un ingente ricavo. Trova così un acquirente in Toi Lin, spia di Mister X, che lo convoca al castello di quest'ultimo con il pretesto di voler discutere dell'acquisto della formula, ma con la reale intenzione di ricattarlo. Kirk si accorge dell'inganno e, utilizzando brillantemente tutte le sue doti intellettive e fisiche, non solo sgominerà da solo tutta la banda ma smaschererà lo stesso Mister X che – colpo di scena finale - altri non è che lo stesso sir Wilcox; questi, infatti, aveva sfruttato fin dal principio le capacità di Warren con il proposito di impadronirsi a sua volta della formula per rivenderla e arricchirsi. Il film termina con un susseguirsi di strabilianti peripezie e acrobazie dell'agente Warren che cattura Wilcox/Mister X e lo affida al Secret Service, riscattando così la sua posizione.

## Produzione
Il film, ambientato a Londra, è una co-produzione italo-spagnola della Rizzoli Produzioni Mediterranee e della Balcazar.

## Colonna sonora
La colonna sonora Love Love Bang Bang (testo di Pino Cassia e musiche del maestro Bruno Nicolai) è cantata da Nancy Cuomo che la incise con la Parade: il brano è stato un successo radiofonico e, grazie alla produzione internazionale, il singolo ha venduto in tutto il mondo.

## Distribuzione
La prima in Italia è stata il 16 maggio 1966; in seguito è stato proiettato in Spagna, Portogallo, Stati Uniti d'America (nel gennaio 1967), Grecia (con il titolo "Sarka kai pistoli"), in Turchia (col titolo "Ringo kibar serseri"), in Francia (col titolo "Très honorable correspondant") e in Svezia (col titolo "Vår man på Mallorca"). In Italia è conosciuto anche con il titolo Bacia e spara.